# Brachoria indianae
Brachoria indianae är en mångfotingart som först beskrevs av Charles Harvey Bollman 1888.  Brachoria indianae ingår i släktet Brachoria och familjen Xystodesmidae. Inga underarter finns listade i Catalogue of Life.